# Christian Kalvenes
Christian Kalvenes (né le 8 mars 1977 à Bergen) est un footballeur norvégien évoluant actuellement au SK Brann Bergen en Norvège, il occupe le poste d'arrière gauche ou de milieu gauche.

## Carrière
- 1995-1997 :  SK Brann Bergen
- 1998-2000 :  Åsane Fotball
- 2000-2003 :  Sogndal Fotball
- 2003-2006 :  SK Brann Bergen
- 2006-2008 :  Dundee United FC
- 2008-2010 :  Burnley FC
- 2010-2012 :  SK Brann Bergen[2]